# Німорень
Німорень (рум. Nimoreni) — село в Яловенському районі Молдови. Утворює окрему комуну.